# Dendrostellera
Dendrostellera es un género con trece especies de plantas  perteneciente a la familia Thymelaeaceae
Es un sinónimo del género Diarthron.